# Барабинка (Томская область)
Бара́бинка (тат. Омавыл) — деревня в Томском районе Томской области, Россия. Входит в состав Заречного сельского поселения.

## География
Деревня находится в 1 км от центра поселения — села Кафтанчиково.

## Население
| 2002 | 2008 | 2009 | 2010 | 2011 | 2012 | 2013 |
| ---- | ---- | ---- | ---- | ---- | ---- | ---- |
| 598  | ↘444 | ↗533 | ↗622 | ↗630 | ↗640 | ↗647 |
| 2014 | 2015 | 2021 |      |      |      |      |
| ↘644 | ↘632 | ↗663 |      |      |      |      |

## Транспорт
Транспортное сообщение с Томском осуществляется посредством автобусного маршрута Томск — Курлек.